# Терсалгай
Терсалга́й — деревня в Кожевниковском районе Томской области. Входит в состав Песочнодубровского сельского поселения

## География
Деревня расположена чуть западнее центральной части Кожевниковского района, в 11 км от границы с Новосибирской областью, на берегу реки Бакса. Расстояние до административного центра района — 44 км. Примерно в 1 км к северу находится центр поселения — с. Песочнодубровка, в 0,5 км к западу — д. Новоуспенка.

## История
Первые упоминания относятся к XVII веку. Изначально в Терсалгае проживали обские татары, которые к началу XX века полностью обрусели.
По переписи 1897 года здесь проживало 417 человек, из них 340 — татары, 71 — русские и 5 — казанские татары. Входила в состав Мало-Шегарскую инородную управу. Татары этой волости причесляли себя к роду Теренья-Аймак.
В 1926 году село Терсалгай состояло из 125 хозяйств, основное население — русские. Центр Терсалгайского сельсовета Богородского района Томского округа Сибирского края.

## Население
| 1926 | 2002 | 2010 | 2012 | 2013 | 2014 | 2015 |
| ---- | ---- | ---- | ---- | ---- | ---- | ---- |
| 513  | ↘223 | ↘193 | ↗195 | ↗196 | ↗203 | ↗206 |
| 2021 |      |      |      |      |      |      |
| ↘185 |      |      |      |      |      |      |

Национальный состав
По переписи 1897 года основным населением были обские татары.
Согласно результатам переписи 2002 года, в национальной структуре населения русские составляли 80 %.

## Социальная сфера и экономика
В деревне есть основная общеобразовательная школа, Дом культуры и библиотека. Работает фельдшерско-акушерский пункт.
В ноябре 2012 года освящён православный храм.
Основу экономики деревни составляет сельское хозяйство. Крупнейший производитель в данной сфере в Терсалгае — филиал ЗАО «Дубровское».